# Mount Stephens
Mount Stephens är ett berg i Antarktis. Det ligger i Västantarktis. Argentina och Storbritannien gör anspråk på området. Toppen på Mount Stephens är 2 065 meter över havet.
Terrängen runt Mount Stephens är huvudsakligen kuperad, men åt sydväst är den platt. Trakten är obefolkad. Det finns inga samhällen i närheten.